# Steyr 1090
Der Traktor Steyr 1090 (Steyr 1090 a mit Allradantrieb) aus der Steyr Plus-Serie von Steyr Daimler Puch wurde von 1971 bis 1974 gebaut.
1971 wurde die bestehende Plus-Serie mit den Typen Steyr 30, Steyr 40, Steyr 50, Steyr 70 und Steyr 90 aus Marketinggründen auf dreistellige Typenbezeichnungen umgestellt und gleichzeitig wurden einige Änderungen vorgenommen, die sich zum Teil auch an der Leistung auswirkten. Der neue Steyr 1090 ersetzte daher den Steyr 90.
Der wassergekühlte Dieselmotor des Typs WD 610 t mit sechs Zylindern und 5,975 l Hubraum hatte eine Leistung von rund 66 kW (90 PS). Das Getriebe von ZF Friedrichshafen hatte zwölf Vorwärtsgänge und sechs Rückwärtsgänge, auf Wunsch auch bis zu 16 Vorwärtsgänge und acht Rückwärtsgänge. Die Höchstgeschwindigkeit wurde mit 27 km/h angegeben.
Der Traktor war als Steyr 1090 in der Hinterradversion und als Steyr 1090 a in einer Allradversion erhältlich. Eine Kabine war auf Wunsch zu haben. Verkauft wurden vom Steyr 90 und vom Steyr 1090 ohne und mit Allradantrieb gesamt rund 1100 Exemplare.
Die Karosserie wurde vom französischen Industriedesigner Louis Lucien Lepoix entworfen.